# Guerras apaches
Se conoce como guerras apaches a una serie de conflictos en los Estados Unidos entre 1861 y 1886 que sostuvieron los apaches contra el ejército estadounidense en el territorio de Arizona. Combatientes civiles participaron finalmente en campañas contra los nativos, tanto de Estados Unidos como de México. 
Aunque inferiores en número y en armamento, los apaches lograron resistir y encarar las ofensivas militares debido al buen conocimiento del terreno. Los líderes amerindios y sus seguidores, además, fueron obligados a vivir en reservas, creadas para desplazarlos de sus territorios, en favor de mineros y nuevos pobladores. En general, la aversión contra los nativos fue provocada por los periódicos y el interés de quienes querían hacerse con los recursos de la zona.
El conflicto fue la última de las denominadas «Guerras Indias», y figura entre las más caras en vidas y en dinero de estas disputas.

## Antecedentes

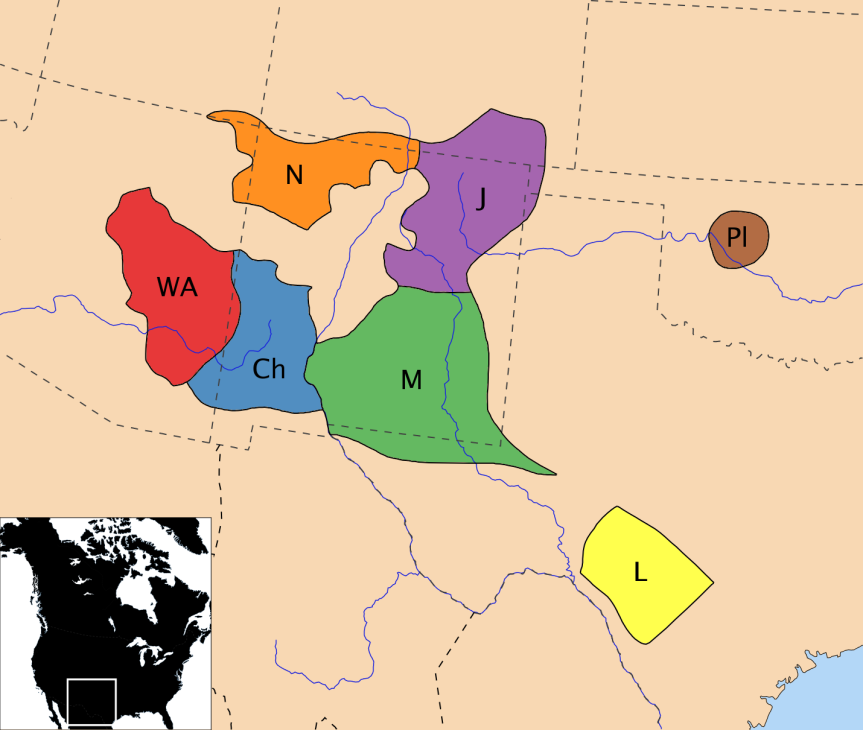
Distribución de grupos apaches y navajos alrededor del : WA: apaches occidentales; N: Navajos; J: Jicarilla; Ch: Chiricahua; M: Mescaleros; L: Lipan; PI: apaches de las llanuras.

Los conflictos por el territorio apache se iniciaron alrededor del siglo XVI, desde la llegada de los españoles a Arizona. Con la retirada de la Corona española, las disputas continuaron con los mexicanos a inicios del siglo XIX. Contra estos últimos, los nativos consideraron aliados a los estadounidenses, que arribaron en la primera mitad del siglo, debido a la invasión estadounidense a México (1846-1848).
Sin embargo, las disputas se incrementaron en sus tierras con la llegada de aventureros que iban en rumbo a California y establecieron sus campamentos. En cierta ocasión, el líder Mangas Coloradas quiso establecer negociaciones con los nuevos colonos, pero fue vapuleado y humillado, a pesar de haber logrado un tratado en 1852 entre los apaches y estadounidenses para mantener la paz.
La llegada de los primeros contingentes militares de los Estados Unidos se dio en los años 1850. Cochise, líder apache chiricahua, tuvo encuentros con los soldados y les concedió permiso para atravesar la zona conocida como Apache Pass, en ruta a California. Además, les permitió el establecimiento de un lugar de tránsito de diligencias, al cual incluso los nativos proveyeron de lo necesario para su mantenimiento. Por otro lado, por exigencias de angloparlantes y mexicanos residentes en la zona, el gobierno estableció un emplazamiento militar en el límite fronterizo de Arizona (fuerte Buchanan, Sonoita). En la primera mitad de los años 1860, se erigieron otros enclaves como el campo Grant (en el río San Pedro) y el fuerte Goodwin (Condado de Graham), después conocido como fuerte Thomas, ambos para la vigilancia sobre los apaches pinal; el fuerte Verde (Camp Verde) y fuerte McDowell (condado de Maricopa) para controlar a los apaches tonto y los yavapai; y el fuerte Bowie (Willcox) sobre los apaches chiricahuas. Posteriormente, se construyó el fuerte Apache, para la zona de los nativos de White Mountain y los apaches cibecue.

## Incidente Bascom
La situación en la región tomó un rumbo crucial con el llamado «incidente Bascom», en febrero de 1861. Un grupo sin identificar de nativos robó ganado y raptó a un chico (Félix Telles), hijastro de un ranchero llamado John Ward. Este denunció que habían sido los chiricahuas, banda de apaches bajo el liderazgo de Cochise, a pesar de que cuando ocurrieron los hechos estaban acampados a más de cien kilómetros del lugar.
Una compañía de cincuenta y cuatro hombres del 7.º Cuerpo de Infantería bajo el mando del alférez George Bascom partió de Fort Buchanan a la búsqueda de Cochise y sus hombres. Instalaron un campamento en Siphon Canyon y citaron a Cochise, quien se hizo acompañar exclusivamente de familiares (su mujer, sus dos hijos pequeños, su hermano Coyuntara y dos hijos de este), ya que creía que se trataba de un encuentro para facilitar la convivencia entre indios y blancos. Pero durante la entrevista, Cochise y sus hombres fueron acusados del secuestro en el que ninguna participación habían tenido y se les retuvo siendo instados a que devolviesen al joven raptado y el ganado robado.
Cochise se opuso con violencia al arresto, sacó un cuchillo y rasgando con él la tienda logró huir, quedando sus familiares con los soldados. Tomó rápidamente algunos rehenes, pero su ofrecimiento de intercambio de los cautivos no fue aceptado por el militar, por lo que la respuesta de los nativos fue el cierre de Apache Pass y el asedio a la estación de diligencias donde los militares se habían resguardado. El asunto terminó trágicamente al negarse Bascom nuevamente al intercambio: los rehenes de Cochise (cuatro hombres) fueron ejecutados y, en respuesta, lo fueron asimismo los cautivos adultos de Bascom (el hermano de Cochise, sus dos sobrinos y otros tres indios). Dejaron en libertad a la esposa de Cochise y a sus dos hijos.
Desde ese incidente, los apaches, al mando de Cochise, el «mimbreño» Mangas Coloradas —líder principal—, y después Gerónimo, libraron una guerra contra los estadounidenses que abarcó el ataque a diligencias  y el desplazamiento de mineros de sus campos. Estas disputas se incluyen entre las más costosas, tanto en vidas como en dinero, de las «guerras indias».

## Mangas Coloradas y Cochise

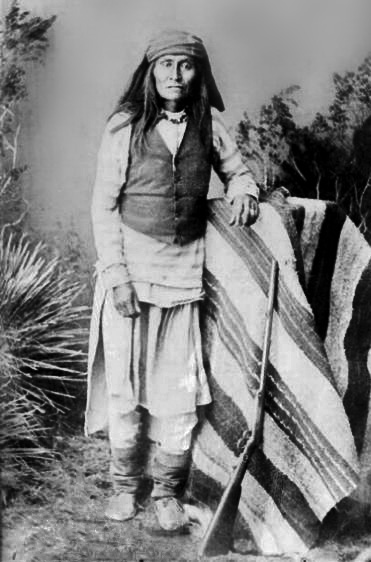
Mangas, hijo de Mangas Coloradas.

Durante el verano de 1861, debido al inicio de la guerra civil en el país, las tropas del gobierno abandonaron Arizona en dirección hacia el este, dejando desprotegida Tucson, con sus escasos doscientos habitantes, Tubac y algún insignificante campamento minero, únicos asentamientos de hombres blancos en la zona. La población de Tucson acabó pidiendo protección al ejército confederado, llegando una unidad militar en febrero de 1862. Los habitantes del pueblo votaron su secesión de los Estados Unidos y los confederados crearon el Territorio Confederado de Arizona.
En mayo de 1862, al mando del coronel James H. Carleton, las tropas californianas tomaron la ciudad de Tucson y reocuparon los puestos de Fort Buchanan y Fort Breckenridge (más tarde llamado Camp Grant). En julio, con objeto de ir en auxilio de un general de la Unión copado en Nuevo México, envió, bajo el mando del capitán Thomas Roberts, un destacamento militar de avituallamiento a través de la ruta hacia el este. Tras una larga travesía por el desierto, los militares ansiaban llegar a los manantiales de Apache Pass, pero allí les esperaban los apaches de Cochise y Mangas Coloradas, que además de sus armas tradicionales usaron rifles. El intercambio de fuego fue intenso y la lucha se decidió al final por el uso de la artillería. Esta fue la primera auténtica batalla entre apaches y soldados estadounidenses. Meses más tarde, se construyó allí Fort Bowie.
En una refriega tras la batalla, Mangas Coloradas fue herido gravemente, pero sus compañeros lo trasladaron durante casi doscientos kilómetros hasta Janos, en México, donde pudo recuperarse.
A principios de enero de 1863, el recién ascendido a general de brigada Joseph R. West instala su cuartel general en Fort McLane, a 32 km al sur de Pinos Altos, donde Mangas Coloradas y su gente pasaban el invierno. Estaba decidido a acabar con el «problema apache» y creyó que lo conseguiría eliminando a un gran jefe, por lo que ideó un plan para engañar y matar a Mangas Coloradas. Invitaron al jefe mimbreño a una reunión para parlamentar de paz. Confiado de las buenas intenciones de los militares, Mangas Coloradas acudió con unos compañeros, pero al acercarse finalmente decidió ir solo. Cuando más cerca estuvo, le apuntaron con rifles y fue llevado cautivo al fuerte McLean, donde el general West ordenó darle muerte inmediatamente. En la noche de su confinamiento, fue torturado  por los soldados con bayonetas calentadas en el fuego antes de ser asesinado cruelmente.
Por su parte, Cochise y sus hombres habían buscado refugio en las montañas Dragoon, desde donde dirigiría sus ataques hasta su muerte, diez años después. Cochise, junto a unos 300 guerreros, realizaron varias campañas bélicas para sacar de su territorio a los invasores. Posteriormente se les unió otra banda al mando de Victorio, que había huido de la reserva india de Bosque Redondo. Estas huestes apaches iban armadas principalmente con arcos y flechas. 
En 1865, cansados de la guerra, Victorio y su aliado Nana se entrevistaron con representantes del gobierno para negociar su salida del conflicto. Los agentes oficiales les dieron como única opción radicarse en la reserva de Bosque Redondo, algo que no era de satisfacción de los nativos. Estos hicieron la promesa de reunir a su gente para emprender el viaje, pero no se presentaron, pues preferían ser parte de las guerrillas de Cochise o irse a México.
Los ataques sobre los colonos continuaron en forma de emboscadas sobre caballos y ganado durante los siguientes cinco años. En general, cualquier acción hostil ocurrida en cualquier lugar era atribuida a Cochise. En 1871, el comisionado de asuntos indígenas Ely Parker invitó al líder amerindio a una reunión en Washington D. C. para lograr la paz en el territorio de los apaches. Ya en ese tiempo había cuatro reservas ubicadas en Arizona y Nuevo México donde los nativos poco a poco optaban por residir. Finalmente, la invitación fue rechazada por Cochise.

### Masacre del campo Grant
En 1859, el gobierno estadounidense construyó Camp Grant en la afluencia del arroyo Aravaipa con el río San Pedro, a unos ochenta kilómetros al nordeste de Tucson (Arizona). Como en todos los campamentos militares de la zona, pronto se estableció un puesto de alimentación e intercambio con las tribus autóctonas.
En febrero de 1871, el apache Eskiminzin, jefe de un grupo de unos ciento cincuenta aravaipas cansados del acoso del ejército y mermados por el hambre y las enfermedades, decidió asentarse junto con su gente bajo la custodia del comandante del campo Grant. El teniente Royal Whitman, desde hacía tres meses al mando, les permitió residir cerca del campamento, a la espera de órdenes oficiales sobre el destino de dicha tribu. Pronto, el número de nativos se incrementó con la llegada de individuos de otros grupos tribales, llegando a haber unos quinientos diez indios acampados a menos de ochocientos metros de Camp Grant. El asentamiento pudo desarrollarse en tranquilidad, plantando los refugiados maíz, produciendo mezcal como alimento y proveyendo de bienes al campo (heno).
En abril de ese año, como todas las primaveras, las aguas del arroyo Aravaipa se secaron tragadas por la tierra reseca del lugar. Eskiminzin pidió permiso al teniente para trasladarse y, con su consentimiento, acamparon a unos ocho kilómetros aguas arriba, en un paraje más apropiado, pero lejos del amparo militar.
Por otro lado, el 10 de abril, unos apaches incursionaron en San Javier, al sur de Tucson, robando ganado y caballos. Asimismo, cuatro estadounidenses resultaron muertos en la localidad de San Pedro tres días después del hecho. A pesar de estar a unos ochenta kilómetros distantes, siendo muy improbable su participación, los aravaipas fueron culpados de esos delitos.
Los ciudadanos de Tucson estaban rabiosos por los asaltos de los apaches y crearon un Comité de Seguridad Ciudadana. Veían con recelo y disgusto el buen trato que el teniente dispensaba a los nativos. Influenciados por agitadores, decidieron actuar. Una expedición formada por seis estadounidenses, cuarenta y dos mexicanos y noventa y dos amerindios pápagos partió en busca del asentamiento aravaipa. El numeroso grupo no pasó desapercibido, pero los intentos de aviso fueron interceptados.
Casi al alba del 30 de abril, tras una noche entera de marcha, los vengativos voluntarios llegaron al campamento apache. La mayoría de los hombres estaban de cacería, por lo que en el asentamiento tan solo estaban las mujeres y los niños, que en aquel momento dormían en sus tiendas. El feroz ataque de los malhechores provocó un total de 144 muertes, siendo violadas muchas de las mujeres antes de su final suplicio. Algunos niños fueron capturados y enviados a México para ser vendidos como esclavos.
El presidente Grant se enfureció al conocer los hechos. Los calificó como «un puro asesinato» y avisó de que si los culpables no eran llevados ante un tribunal decretaría la ley marcial en todo el territorio de Arizona. El juicio se realizó en Tucson, ante los propios vecinos de algunos encausados y en un ambiente favorable a ellos. Tras cinco días de vista y una breve deliberación, el imparcial jurado declaró «no culpables» a los más de cien acusados, desatándose un jolgorio en la ciudad que duró días.

### Aumento de las acciones gubernamentales en el conflicto
Debido a esta masacre, la atención del gobierno sobre el problema relativo a los apaches tomó mayor importancia. En junio de 1871, fue enviado el general George Crook quien asumió el mando del departamento de Arizona. A su llegada al fuerte Apache, organizó un batallón de scouts de la misma etnia a la cual se enfrentaría, y que le serían de gran utilidad en el conflicto. George Colyer, de la oficina de asuntos indígenas, también sostuvo entrevistas con jefes locales, entre ellos Eskiminzin. Con otro líder, de nombre Delshay, no pudo tener un encuentro, pero un mensaje fue mandado al oficial por parte del amerindio, en el cual se leía:

Quiero hacer un tratado duradero, para que ambos viajemos sobre este territorio y no tengamos problemas; tan pronto como se haya hecho este tratado quiero un permiso para así poder viajar a través del territorio como lo hace un hombre de piel blanca.

Sin embargo, el principal jefe amerindio, con quien tenían interés de hablar los oficiales, era Cochise, que para ese tiempo contaba ya con unos 60 años. Pero ni Colyer ni Crook pudieron arreglar un encuentro, aun cuando este último mandó partidas en su búsqueda en la sierra de Chiricahua. El único que pudo tener una entrevista fue el general Gordon Granger, al cual Cochise envió un mensaje, en el que concertaba una reunión en Cañada Alamosa. En este lugar había una «agencia india» en la cual el gobierno ordenó a los apaches residir —el mismo Cochise ofreció asentarse en este lugar—; pero en el momento de la entrevista fue ordenada la remoción de los nativos al fuerte Tularosa. Cochise no quería ir a ese lugar por sus malas condiciones, pero las órdenes estatales eran definitivas. Debido a esto, Cochise y sus seguidores volvieron a huir, adentrándose en las montañas de Arizona.
En septiembre de 1872, una nueva comisión llegó para buscar y capturar a Cochise, formada por el general Oliver Otis Howard y Tom Jeffordfs —un viejo amigo conocido de los apaches al cual llamaban Taglito. A través de negociaciones, al fin fue otorgada como agencia una parte de la sierra de Chiricahua, que estaría al mando de Jeffords. Otros grupos, como los apaches tonto, liderados por Delshay, no tuvieron igual fortuna, pues fueron confinados en el fuerte Apache en 1873. La situación en este lugar no era favorable, por lo que decidieron irse a la reserva en río Verde. 
A la vez que esto ocurría, un militar fue asesinado en la recién formada agencia San Carlos en la reserva india de White Mountain, al este de Arizona. De la posterior huida de apaches debido a este incidente, fue culpado Delshay. Después de montar una búsqueda sobre este apache, el general Crook decidió recompensar a quien trajera su cabeza, algo que fue realizado por dos individuos en julio de 1874. En ese mismo año murió Cochise, aquejado de una grave enfermedad. Ya para 1875 la mayoría de apaches —unos cuatro mil— estaban confinados en una reserva o habían huido a México.
Con la muerte de Cochise, el relevo del liderazgo de los chiricahuas recayó en Taza, su hijo. Éste no pudo mantener la unidad de su pueblo, pues muchos se dedicaron a robar y abandonar la reserva cercana al apache pass. Debido a las protestas de los colonos de la zona, el gobierno vio la oportunidad de encerrar a los chiricahuas en la reserva de White Mountain en 1875. Este lugar estaba bajo el mando de John Clum, quien implantó una organización a cargo propios apaches. En 1876 recibió las órdenes de trasladar a los chiricahuas a este lugar, pero solo alrededor de la mitad lo hicieron. Los demás huyeron hacia México, bajo el liderazgo de Goyathlay, más conocido como Gerónimo.

## Gerónimo

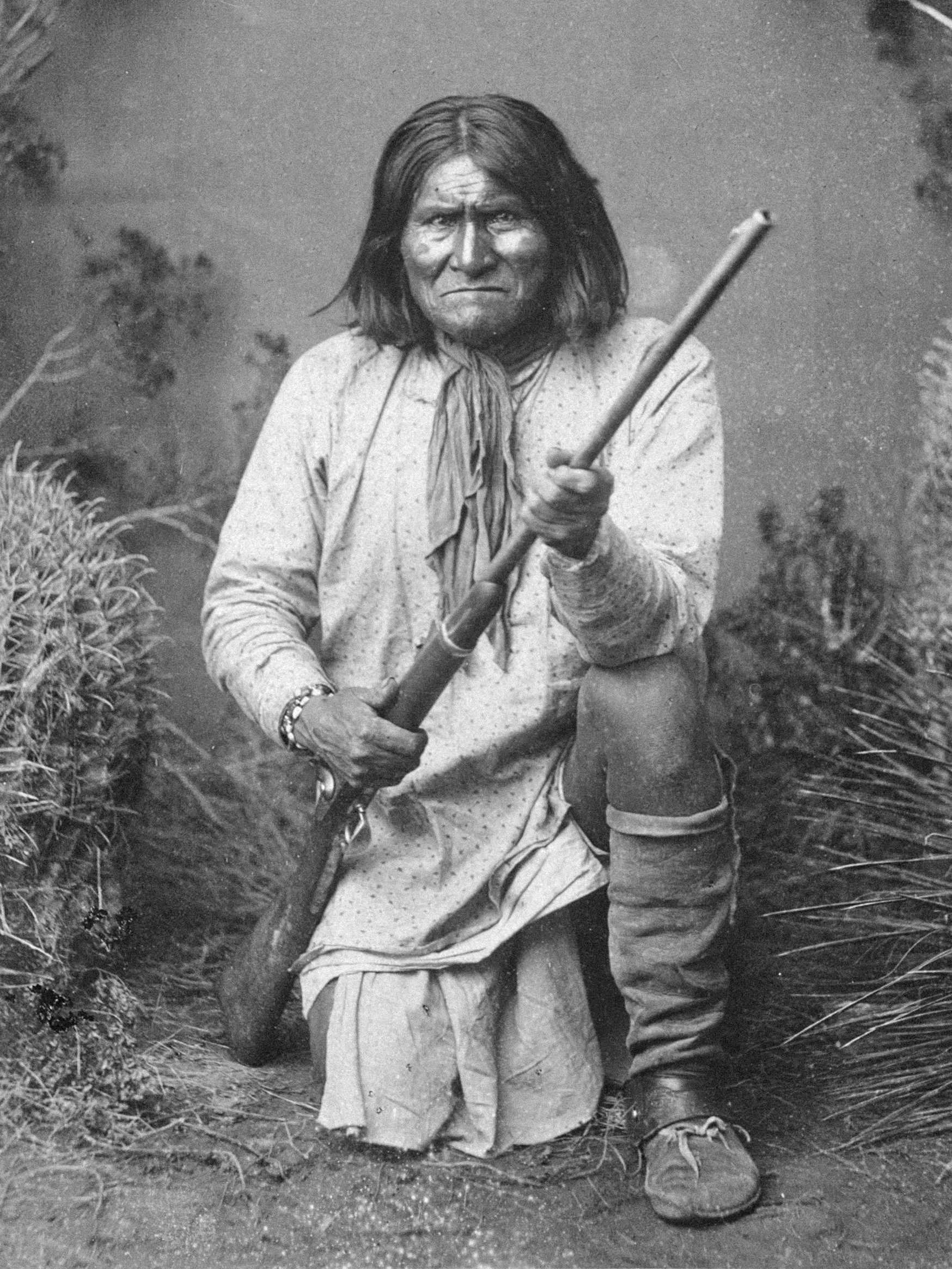
Gerónimo.

Durante el invierno boreal de 1876 a 1877, se extendieron noticias acerca de las acciones de Gerónimo, quien junto a su banda robaba ganado en México y lo vendía para obtener provisiones, armas y whisky. Los nativos se ubicaron en las cercanías de la agencia Ojo Caliente, en la cual se encontraba Victorio como caudillo. Ante esto, el gobierno vio la oportunidad de desalojar de una vez por todas a los chiricahuas de sus tierras. Por ello Clum recibió órdenes de trasladarlos a White Mountain, así como apresar a Gerónimo. Su arresto se organizó bajo una supuesta reunión en la cual también Victorio fue aprehendido; así, los nativos fueron llevados a San Carlos bajo engaños. Victorio no fue finalmente arrestado y Clum le dio autoridad sobre su comunidad. 
Por un tiempo la agencia se mantuvo en calma. Poco después arribaron tropas gubernamentales, para tomar el control, debido a una supuesta amenaza de los líderes apaches residentes en el lugar. Esto molestó a Clum, quien al final renunció a su cargo. Las condiciones en la reserva no eran las mejores, según un testimonio: 

Un lugar realmente indeseable... la lluvia era tan rara, que cuando llovía tomaba el aspecto de un fenómeno. Casi siempre seco, vientos calientes que arrastraban polvo y piedrecillas que barrían la llanura, arrasando con cualquier tipo de vegetación. En el verano una temperatura de 43° C bajo la sombra era algo fresco. En cualquier época del año, moscas, jejenes, insectos innombrables... deambulaban en millones.

Debido a que las raciones empezaron a escasear, Victorio decidió abandonar el lugar en septiembre junto a sus parciales, dirigiéndose a su territorio en Ojo Caliente. Nuevas órdenes fueron giradas en 1878, instándoles regresar a San Carlos, por lo que Victorio y una banda de ochenta combatientes huyeron a las montañas. Al final de negociaciones, los apaches decidieron establecerse en Nuevo México, en Tularosa. Tiempo después, unas acusaciones sobre cargos de robos de caballos recayeron en Victorio en el verano de 1879; pero, antes que llegaran a arrestarlo, huyó de la reserva. Desde entonces, con una banda de alrededor de 200 individuos emprendió acciones de guerrilla en ranchos mexicanos, emboscando colonos y patrullas militares en su búsqueda. 
Sobre su cabeza hubo una recompensa de 3000 dólares. Al fin, tropas gubernamentales lo asediaron en octubre de 1880, cuando resultaron muertos 78 apaches, incluido Victorio. Entre los que escaparon al ataque estaba el anciano Nana, quien después realizó acciones de guerrilla con otra facción.
Debido a la situación imperante, más tropas fueron enviadas a la reserva de White Mountain. Por temor al arresto, unos setenta apaches huyeron del lugar, entre ellos Gerónimo. La banda regresó a la reserva azuzando a los residentes a dejar el campo; en respuesta, el ejército desplazó una tropa al mando de George. A. Forsyth para repelerlos. Los apaches pudieron evadir la ofensiva, pero en su huida al sur, se toparon con un regimiento de infantería mexicana que aniquiló a la mayoría de amerindios, entre ellos mujeres y niños. Gerónimo sobrevivió y decidió unirse a la guerrilla de Nana.

## Nueva llegada de George Crook

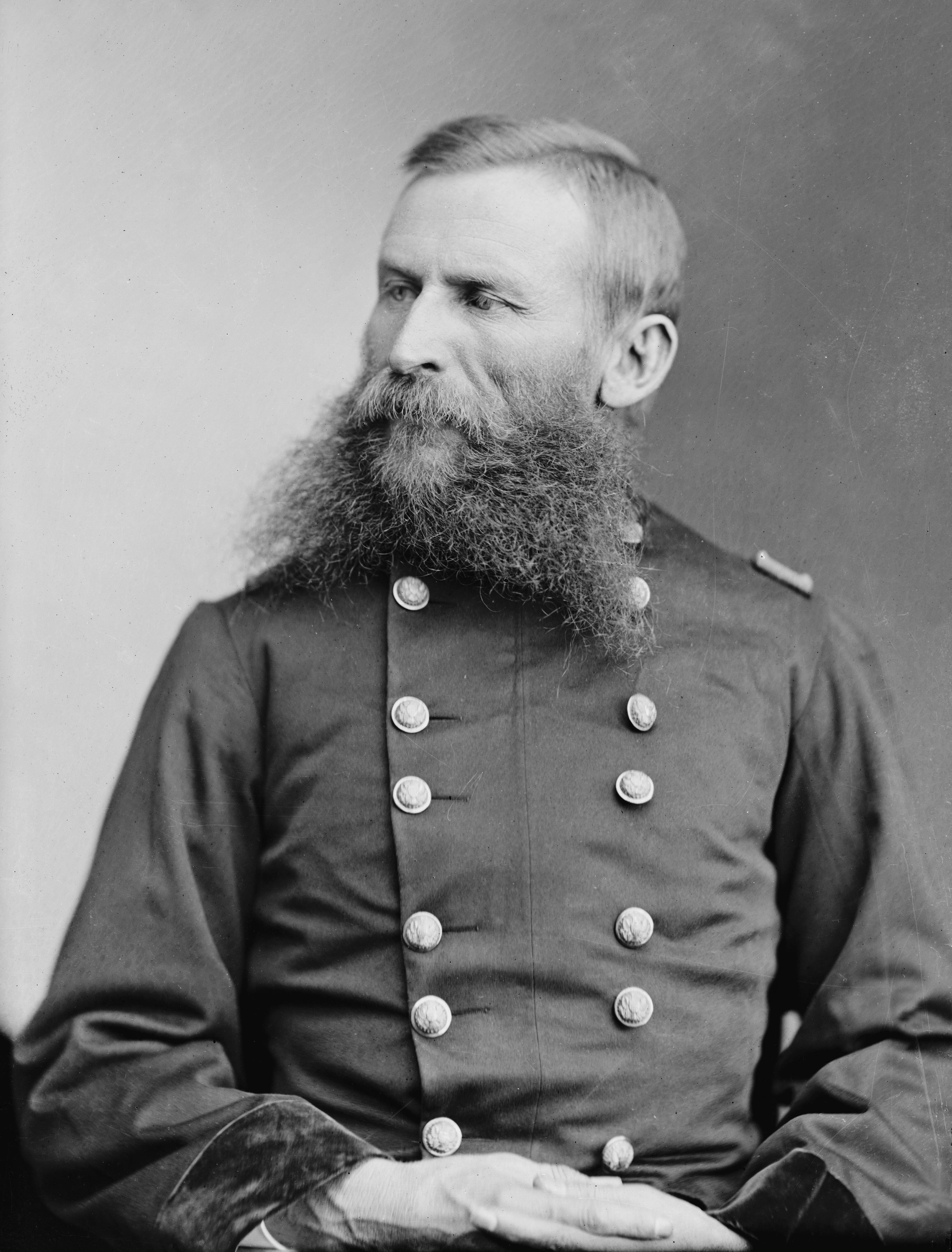
George Crook.

Cuando la situación de guerra del territorio creció en intensidad, los soldados estadounidenses acamparon en número considerable en los fuertes Apache, Bowie y Thomas. Debido a esto, el general George Crook —llamado por los nativos Gray Wolf (‘Lobo Gris’)— fue llamado a tomar el control de la situación, y asumir bajo su cargo el departamento de Arizona. Pero su política, en vez de ser beligerante como lo había sido con Cochise años antes, fue más humanitaria para buscar una solución al problema. 
A través de conversaciones con los amerindios, supo de la desconfianza de ellos ante las proposiciones oficiales. Además, muchos agentes se habían aprovechado de las raciones. Era insoportable también el asedio de colonos interesados en que abandonasen las tierras, para después hacerse de ellas. Una de las reformas implantadas por Crook, fue el de dejar en libertad a los apaches para que optasen por un lugar donde establecerse en la reserva; desalojar mineros del territorio; y hacer que los contratos de suministros fueran otorgados a apaches, y no a colonos. También les dio autoridad para gobernarse a sí mismos, como anteriormente lo había hecho John Clum.
A pesar de esto, la libertad de las guerrillas bajo el liderazgo de Gerónimo inspiró a algunos a abandonar las reservas. Crook, por otro lado, intentó lograr un encuentro con los apaches rebeldes en México, ya que según un acuerdo de los dos estados, los ejércitos de ambos países podían atravesar las fronteras en búsqueda de los nativos. Aprovechando una acción apache a principios de 1883, en el país vecino, Crook se movilizó en búsqueda de Gerónimo. Ambos líderes tuvieron una serie de encuentros en los que el líder amerindio asintió a ir a la agencia San Carlos, pero no antes de juntar a la mayor parte de sus seguidores, propuesta que Crook consintió. Al fin, el jefe apache llegó a la reserva en febrero de 1884. Los nativos llevaron algún ganado tomado de los mexicanos, por lo que Crook ordenó su venta y el producto fue devuelto a sus propietarios.
La reserva, y Arizona en general, estuvieron por algún tiempo en calma, pero los periódicos locales y la población angloparlante acusaban a Crook de ser muy blando con los apaches y con Gerónimo. Hacia 1885, el campamento estaba colmado de ocio entre los residentes, pues abundaba el juego, las peleas y el vagabundeo. En una ocasión, Gerónimo tuvo una pelea con Chato, otro líder guerrero, al rehusarse este a abandonar la reserva junto a aquel. Entonces Gerónimo decidió marcharse junto a otros líderes, entre ellos Mangas, Chichuahua y el anciano Nana. Eran en total 35 hombres, 8 niños y 101 mujeres. Gerónimo además temía acerca de su futuro, puesto que había rumores que sería arrestado y después ahorcado.
Debido a la huida de los apaches, los periódicos provocaron un escándalo con titulares como "¡Los apaches afuera!"; y la misma palabra "Gerónimo" se convirtió en sinónimo de guerra sangrienta. Este, por el contrario, lo único que buscaba era partir a la Sierra Madre Occidental, en México. Chichuahua, por su parte, se desligó del grupo y fue perseguido por el ejército. Para sobrevivir, realizó hechos delictivos, pero todos los desmanes fueron imputados a Gerónimo. 
Bajo presión de los diarios locales —el más insistente de ellos el Tombstone Epitaph—, de residentes en Tucson —un grupo llamado Tucson Ring—, y del gobierno, Crook fue en búsqueda de los apaches con la ayuda de los nativos Chato y el hijo menor de Cochise, Alchise. La comisión cruzó la frontera de México en búsqueda de Gerónimo y su gente, quienes se encontraban en Sierra Madre bajo asedio del ejército mexicano. Admitieron dialogar con Crook el 25 de mayo de 1886 en el llamado «cañón de los embudos»; el militar les propuso la rendición incondicional y la propuesta de ser enviados al este del país, a Florida. Los nativos asintieron, siempre y cuando, después de dos años, fueran enviados de regreso a Arizona. Al saber de este pacto, el gobierno lo rechazó. En ruta al fuerte Bowie, Gerónimo, Naiche y unos 30 seguidores volvieron a huir. Antes de esta fuga habían estado bebiendo hasta emborracharse, y alguna gente de Arizona les espantó diciéndoles que serían ahorcados.

## Fin de las guerras apaches
Ante la negativa gubernamental sobre el acuerdo, Crook renunció al cargo. Por otro lado, el gobierno le reprendió por su actitud benigna ante los apaches. Su puesto fue tomado por el coronel Nelson Miles quien organizó una milicia de unos cinco mil soldados (alrededor de un tercio del ejército del país en ese tiempo), 500 scouts apache y otro grupo numeroso de voluntarios, para perseguir a unos 24 guerreros rebeldes. Fue el teniente Charles Gatewood, junto a los scouts chiricahua Martine y Kayitah, quienes encontraron a Gerónimo en Sierra Madre, y obtuvieron su rendición el 4 de septiembre de 1886. Esta captura final provocó alegría en todo el país.
Debido a la información generalizada sobre el líder apache, el presidente Grover Cleveland estipuló que fuera ahorcado. Sin embargo, a través de personas que abogaron por el amerindio, fue enviado al fuerte Marion en Florida. En la partida de los apaches desde Arizona, un reportero describió: 

Hay muchos sujetos que saltarían ante la oportunidad de demostrar su valor disparando a una nativa cautiva a través de la ventana de un vagón si fueran animados a espetar palabrotas y beber whisky.

Sin embargo, los residentes en Tucson se oponían a su marcha, pues los soldados abandonarían el lugar y con ello mucho de sus intereses cesarían.
En Florida, los apaches se encontraron con otros coterráneos que sufrían del frío y la humedad del lugar, muchos murieron de tuberculosis y meningitis. También allí fueron enviados los scouts que prestaron sus servicios para el gobierno, además de Eskiminzin junto a otros aravaipas. 
Después de este confinamiento, los apaches fueron trasladados a las barracas de Mount Vernon, en Alabama. Algunos abogaron para que los apaches fueran devueltos a Arizona, algo que logró la gente de Eskiminzin, pero no Gerónimo, que fue rechazado por los ciudadanos de este estado. En vista de la situación, los kiowas y comanches, antiguos enemigos de los apaches, decidieron albergarlos en el fuerte Sill en el territorio de Oklahoma, al cual llegaron en 1894. Gerónimo murió en 1909. Los chiricacuas pudieron posteriormente vivir en Nuevo México junto a los mescaleros, donde residen en la actualidad. Otros permanecieron en Oklahoma.

## Otros conflictos

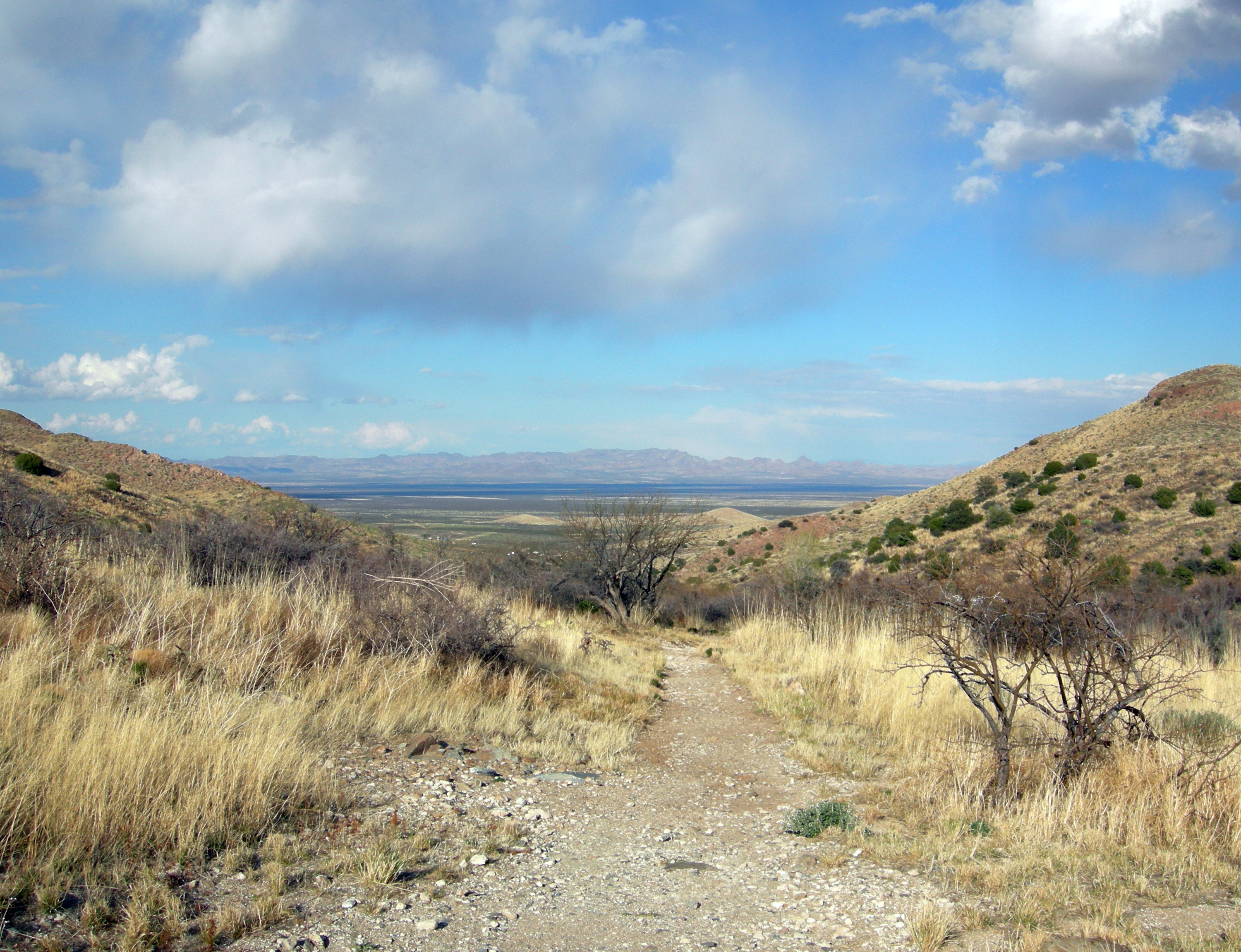
El Puerto del Dado visto desde Fort Bowie.

Otras reyertas menos conocidas, aparte de las lideradas por Cochise y Gerónimo, han sido recogidas por la historia. En Arizona, a principios de 1864, hubo una masacre al mando de un jefe de voluntarios llamado King Woolsey, quien hizo salir algunos nativos para un encuentro; estando ellos presentes en la reunión, Woosley ordenó de inmediato a sus subordinados asesinarlos. Este hecho se conoce como Bloody Tanks. Ese mismo año, se montó una ofensiva contra los amerindios apache y yavapai, en la zona del cañón Six Shooter, en búsqueda de un niño que había sido tomado por un militar para criarlo. Al ser retomado el chico por los nativos, fueron emprendidas varias acciones militares en respuesta, en las cuales destruyeron la mayoría de los cultivos de los amerindios.
Los yavapai también se enfrentaron a masacres como la de Skull Cave, cerca del cañón Lake, donde fueron masacrados setenta y seis individuos el 28 de diciembre de 1872, y otra como la de Turret Peak, donde murieron 50. Al final se rindieron un conglomerado de 2300 nativos en fuerte Verde. En la reserva, como era usual, las raciones escaseaban y surgían numerosos problemas de salud. En febrero de 1875 fue clausurada, y 1500 nativos emigraron rumbo a la agencia San Carlos.

## Consideraciones militares acerca de las guerras apaches

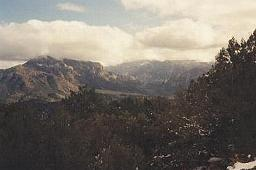
Montañas Chiricahua.

Dada la inferioridad de hombres y armamento de los apaches ante los ejércitos estadounidense y mexicano de la época, las maniobras de los nativos, en defensa de su territorio, han sido objeto de numerosos estudios. En ellos se reconoce la habilidad de los apaches de afrontar al enemigo a través del buen conocimiento del terreno escabroso en el cual habitaban, lo que les llevó a proyectar numerosas emboscadas. Además, sus arremetidas se basaban en no atacar hasta estar seguros de que el contendiente pudiera ser derrotado. La zona misma era usada como una fortificación, por lo que su aparente desventaja era usada en su favor.

## Cultura popular
Las guerras apaches, dada su intensidad y difusión por los medios de comunicación de la época, ha sido retomada por diversas manifestaciones artísticas. En dime novels, novelas o películas, los protagonistas del conflicto (principalmente Cochise y Gerónimo) han aparecido como héroes, villanos o como individuos que sucumbieron ante el inminente avance de la civilización. 
Por otro lado, el habla popular ha denominado «territorio apache» a cualquier zona especialmente conflictiva. 

### Las guerras apaches en el cine
Son numerosas las películas relacionadas con las guerras apaches o con alguno de sus protagonistas. A continuación se citan algunas de ellas:
- Fort Apache (1948), dirigida por John Ford.
- Flecha rota (1950), dirigida por Delmer Daves.
- Apache Country (1952), dirigida por George Archainbaud.
- The Battle at Apache Pass (1952), dirigida por George Sherman.
- Venganza Apache (1960), dirigida por Fernando Méndez.
- Geronimo (1962), dirigida por Arnold Laven.
- Apache Uprising (1966), dirigida por R.G. Springsteen.
- La venganza de Ulzana (1972), dirigida por Robert Aldrich.